# 1540
1540（千五百四十、せんごひゃくよんじゅう）は、自然数また整数において、1539の次で1541の前の数である。

## 性質
- 1540は合成数であり、約数は1, 2, 4, 5, 7, 10, 11, 14, 20, 22, 28, 35, 44, 55, 70, 77, 110, 140, 154, 220, 308, 385, 770, 1540である。
  - 約数の和は4032。
- 1540 = 1 + 2 + 3 + 4 + 5 + 6 + 7 + 8 + 9 + 10 + … + 54 + 55
  - 55番目の三角数である。1つ前は1485、次は1596。
    - 三角数において三角数番目で表せる10番目の数である。1つ前は1035、次は2211。(オンライン整数列大辞典の数列 A002817)
      - この数は n = 10 のときの n(n + 1)(n2 + n + 2)/8 の値である。

    - 三角数において三角数番目の三角数番目で表せる4番目の数である。1つ前は231、次は7260。(オンライン整数列大辞典の数列 A064322)
    - 三角数が過剰数になる18番目の数である。1つ前は1326、次は1596。(オンライン整数列大辞典の数列 A074315)
    - 三角数において各位の和も三角数になる32番目の数である。1つ前は1275、次は1596。(オンライン整数列大辞典の数列 A062099)
- 28番目の六角数である。1つ前は1431、次は1653。
  - 六角数において六角数番目で表せる4番目の数である。1つ前は435、次は4005。(オンライン整数列大辞典の数列 A063249)
- 20番目の三角錐数である。1つ前は1330、次は1771。
- 1540 = 22 + 42 + 62 + 82 + 102 + 122 + 142 + 162 + 182 + 202
- 1540 = 20 × 21 × 22/6
  - 三角数が三角錐数になる4番目の数である。1つ前は120、次は7140。
- 20番目の十角数である。1つ前は1387、次は1701。
  - 三角数が十角数になる3番目の数である。1つ前は10、次は11935。(オンライン整数列大辞典の数列 A133216)
  - 六角数が十角数になる2番目の数である。1つ前は1、次は1777555。(オンライン整数列大辞典の数列 A203134)
- 1540 = 55 × 56/2, 10 × 1540 = 15400 = 175 × 176/2
  - 三角数 n において 10n も三角数になる4番目の数である。1つ前は78、次は30381。(オンライン整数列大辞典の数列 A068085)
- 2 × 1540 + 1 = 3081 = 78 × 79/2
  - 三角数 n において 2n + 1 も三角数になる5番目の数である。1つ前は351、次は11935。(オンライン整数列大辞典の数列 A124174)
- 333番目のハーシャッド数である。1つ前は1534、次は1545。
  - 10を基とする15番目のハーシャッド数である。1つ前は1450、次は1630。
  - 三角数がハーシャッド数になる26番目の数である。1つ前は1431、次は1596。
- 1540 = 22 × 5 × 7 × 11
  - 4つの異なる素因数の積で p 2 × q × r × s の形で表せる17番目の数である。1つ前は1530、次は1596。(オンライン整数列大辞典の数列 A189982)
- 19番目の中心つき九角数である。1つ前は1378、次は1711。
- 約数の和が1540になる数は1個ある。(1417) 約数の和1個で表せる239番目の数である。1つ前は1532、次は1544。
- 各位の和が10になる108番目の数である。1つ前は1531、次は1603。

## その他 1540 に関連すること
- 西暦1540年